# Convergência midiática
Convergência Midiática é um conceito desenvolvido por Henry Jenkins e designa uma tendência que os meios de comunicação estão aderindo para poder se adaptar a internet, consiste em usar este suporte como canal para distribuição de seu produto. Assim os outros tipos de mídia podem ser encontrados na internet.
O jornalismo muitas vezes absorve as novas tecnologias para o seu aprimoramento e eficácia, tendo nascido de uma grande invenção que foi a prensa tipográfica, criada pelos chineses e depois aperfeiçoada por Johannes Guttenberg. A fotografia até hoje usada, há muito tempo habita as páginas dos jornais ajudando como complemento da comunicação escrita. O rádio e a televisão nos seus primórdios já exibiam conteúdo jornalístico. Com o tempo esses veículos construíram linguagens diferentes dependentes de suas características.
Com o advento da internet os meios de comunicação sofreram com as perdas de ibope e de assinaturas. As grandes empresas prevendo não poder concorrer com essa nova tecnologia se aliaram a ela, daí surge a convergência, onde as várias mídias podem ser encontradas na internet. Esse processo não aconteceu repentinamente, até porque ainda vem acontecendo. É uma tendência que já chegou ao Brasil, a partir da experiências de  empresas estrangeiras e seguidas pelas nacionais.
Os jornais impressos já adotaram a postura de convergir, a grande maioria dos jornais já possuem site, existem diferentes  formas como o conteúdo dos jornais é exibido na internet. Alguns disponibilizam todo seu material que sai impresso na rede, outros apenas para assinantes e há ainda os que só oferecem no site algumas matérias, porém todos usam a internet como ferramenta de interação. Um fenômeno típico da convergência midiatica é o uso de conteúdo em vídeo por empresas de jornais impressos nos seus sites, isso acontece pela necessidade que o leitor tem de ver algum assunto com mais velocidade, e pela facilidade que as novas tecnologias oferecem na hora de fazer um vídeo, pois em tese qualquer pessoa com um celular ou uma câmera de vídeo é capaz de gerar notícias, e isso ainda integra mais o leitor ao jornal pois esse muitas vezes é o gerador desses vídeos.
O rádio ganhou maiores proporções com a internet, seu alcance passou a ser mundial com as web rádios, a convergência midiática possibilitou à qualquer usuário colocar suas produções radiofônicas na rede, sem precisar de uma concessão do ministério das comunicações.
A televisão digital é um bom exemplo da convergência midiática, pois é uma junção da televisão tradicional com a internet. As diferenças começam pela interatividade do telespectador com a emissora, em tese o usuário é quem irá escolher a programação que prefere assistir, será possível também acessar a internet e ter notícias em tempo real.
Outra tecnologia que resume a convergência midiática é a dos smartphones. Aparelhos móveis que misturam funções de computador, telefone, câmera digital, com acesso a internet, player de música e vídeos, jogos eletrônicos e outras possibilidades de interação, produção e acesso de conteúdo, convergindo assim várias mídias em uma única máquina. A mobilidade se traduz na possibilidade de criar e acessar conteúdos estando em movimento. Como exemplos desta função podemos citar os vídeos amadores do atentado de 11 de setembro ao World Trade Center e dos Tsunamis na Ásia, assim como os protestos contra governos e outros movimentos em todo o mundo.  A convergência também está presente no jornalismo colaborativo, inserindo cada vez mais o internauta como consumidor-produtor de conteúdo.